# Casey Prather
Pour les articles homonymes, voir Prather.
Casey Prather, né le 29 mai 1991 à Jackson dans l'État du Mississippi, est un joueur américain de basket-ball. Il est connu pour la fiabilité de son tir à trois-points.

## Biographie
Il participe à la NBA Summer League 2014 avec les Hawks d'Atlanta.
Il signe, ensuite, un contrat avec les Suns de Phoenix mais n'est pas conservé dans l'effectif qui commence la saison.
Prather joue dans le championnat d'Australie et remporte le titre à trois reprises : 2016, 2017 et 2018.
En juillet 2018, Prather rejoint le BC Khimki Moscou avec un contrat d'un an et d'une année supplémentaire en option. En juillet 2019, Prather repart au Melbourne United.